# 雷有輝
雷有輝（英語：Patrick Lui Yau Fai；1966年2月16日—），原名雷有暉，香港創作男歌手，也是伯樂音樂學院流行聲樂導師，曾於1979年組成「Trinity」樂隊，1984年與「太極樂隊」合併，並與其兄雷有曜擔任主音。同時亦為香港最資深的和音歌手之一，曾擔任多場演唱會的和音。較早期擔任和音的項目是陳百強的演唱會，機會來自徐日勤介紹。

## 背景

### 早年生活
雷有輝生於香港，早年在九龍馬頭圍道近新柳街金門戲院一帶的住宅成長，有三名胞兄，其中三哥為雷有曜。雷畢業於德信學校，與演員呂頌賢為上午校小學同學（1978年小六）。他小學畢業後入讀育才中學（西營盤；1983年中五），與填詞人因葵為中四至中五年級的同班同學。而後轉到尖沙咀格致英文書院升讀預科。他小時候隨三哥一同練習唱歌、聽搖滾樂及學習彈結他，曾在小學四五年級左右作校內表演。在學期間，即1983年代生病的胞兄雷有曜去參與劇集《播音人》的主題曲《愛定你一個》的和音錄製工作，自此開始擔任演唱活動（演唱會、永恆唱片的歌曲錄音等）和音。其同時期另一個參與的和音作品為葉德嫻專輯中的《天天都相見》。另一方面會演唱多個品牌諸如1983年珠江橋牌「豉味玉冰燒」米酒（斬料，斬料，斬大嚿叉燒）、1987年佐丹奴（無論哪一天）、1988年維他奶（童年的你，必定天真可愛，看你今日充滿神采）的廣告歌。一些夜總會唱歌環節（張德蘭、葉振棠等）的和音部分都有他的身影。
此前於1978年，雷有暉夥拍雷有曜以「Twin Brothers」名義參加香港電台業餘歌唱比賽，在比賽中唱出原創歌曲《Just Fancy》奪得冠軍。1979年已與兄長、鄧建明組成「Trinity」樂隊，獲得香港電台歌唱比賽冠軍。後來便不斷地公開演出及在大型演唱會中任和音。而在鄧建明加入後風格更趨於多元化。1982年10月8日，Trinity樂隊在大專會堂演唱。兩年後成員鄧祖德便基於音樂路向相近而提議將Trinity樂隊跟當時由朱翰博、盛旦華、劉賢德、唐奕聰四人所組成的樂隊合併，組成「太極樂隊」。鄧則因為想退居幕後，最終當了太極樂隊的經理人。

### 樂壇發展
1985年，太極樂隊留意到通利琴行貼出了關於第一屆嘉士伯流行音樂節的海報。結果報名參加，憑一首《暴風紅唇》贏得該音樂節的全場總冠軍，亦榮獲首屆嘉士伯流行音樂節最佳原創歌曲獎以及最突出台風表現獎。翌年通過「小音樂唱片」推出太極第一張粵語大碟《紅色跑車》，且獲得第九屆十大中文金曲最有前途新人獎金獎。當年，雷在初出道階段，即1984年任職酒店接線員，為時不到三個月。在1987年替譚詠麟《87與你情不變演唱會》擔任和音往後，雷有暉自此成了譚詠麟、李克勤等一線歌手的常任和音。他早於成立太極樂隊前便以民歌樂隊，即Trinity成員身份，到香港多間中學推廣和音。1990年，由於太極的成功，加上樂壇新人湧現，他於和音界收入開始超越張偉文、譚錫禧，與雷有曜一躍成為眾音樂人的首席和音。直至1995年，太極發布完專輯《utopia》之後，整個樂隊基本上形同解散，雷也開始轉為幕後音樂人。但1999年太極暫時復出，舉辦15周年紀念演唱會，他與已離隊的雷有曜有到場參與其中。未幾於2001年，雷有暉與雷有曜組成南極樂隊和以南極樂隊名義發行首張同名專輯。2005年，太極再度暫時復出，舉辦20周年紀念演唱會，雷氏兄弟均為演出者。同年，雷有暉發行首張個人專輯《Starting Over》。2020年舉行其首個個人演唱會「PAT Music Over Rainbow」。

### 其他資料
2000年8月，雷有暉曾因酒後失態而干犯不檢行為，最後被巡邏警察上前要求截查其身份證。此外，他自2007年起於伍樂城開辦的音樂學校「伯樂音樂學院」教授流行聲樂。

### 家庭生活
雷有暉於2000年與初戀女友容美蓮結婚，二人婚後育有一子。妻子容氏是Trinity樂隊的樂迷。

## 相關樂隊
Trinity樂隊
- 創立時間：1979年
- 解散時間：1982年
- 1979年至1982年前之成員：雷有曜（貝斯手）、雷有輝（鼓手）、鄧建明（吉他手）、鍾慶鴻[21]
- 1982年成員：雷有曜（貝斯手）、雷有輝（鼓手）、劉永基（吉他手/主音）、鄧祖德、黃永和

太極樂隊
- 創立時間：1984年10月15日
- 成員：雷有曜（中音/鍵盤手）、雷有輝（低音/鼓手）、鄧建明（高音/吉他手）、唐奕聰（鍵盤手）、朱翰博（鼓手）、劉賢德（吉他手）、盛旦華（低音吉他手）

南極樂隊
- 創立時間：2001年
- 成員：雷有輝、雷有曜

## 音樂作品

### 個人創作作品
| 1986年 - 太極樂隊 - 暴風紅唇（作曲、作詞、編曲） - 太極樂隊 - 他（作曲、編曲） - 太極樂隊 - Dance All Nite（作曲、編曲） - 太極樂隊 - 紫色夢幻（作詞、編曲） - 太極樂隊 - 妄想（作曲、編曲） - 太極樂隊 - 迷途（作曲、編曲） - 太極樂隊 - Celia（作曲、編曲） - 太極樂隊 - 緣（作曲、編曲） - 太極樂隊 - 2030（作曲、編曲） 1987年 - 太極樂隊 - 沖，沖，沖（作曲、編曲） - 葉德嫻 - 當天…今天…（作曲） 1988年 - 太極樂隊 - 想（作曲、編曲） - 吳國敬 - 酒會（作曲） 1989年 - 太極樂隊 - 沉默風暴（作曲、編曲） 1990年 - 吳國敬 - 共度一生（編曲） 1991年 - 劉美君 - 二十一世紀女人心（作曲） - 林保怡 - 夢要飛（作曲） - 黎明詩 - Waiting For Your Love（作曲、編曲） 1992年 - 劉美君 - Touch Me•Feel Me（編曲） - 劉美君 - 釋放（作曲、編曲） - 蔡立 - 決定（作曲） - 吳國敬 - 這吻以後（編曲） - 吳國敬 - 劃上傷痕時（編曲） - 太極樂隊 - 拚命三郎（作曲、編曲） - 太極樂隊 - 永遠愛你（作曲、編曲） - 太極樂隊 - 佔有（作曲、編曲） - 鄭伊健 - 當你遇到我（編曲） - 曾航生 - 不再傲（編曲） | 1993年 - 太極樂隊 - 害怕受傷的男人（作曲、作詞、編曲） - 太極樂隊 - 遠飛（作曲、編曲） - 太極樂隊 - 聖將（作曲） - 張衛健 - 讓我講聲"I Love You"（作詞、編曲） - 劉美君 - 唇情（編曲） 1994年 - 袁潔瑩 - 我有我（作曲、編曲） 1995年 - 金城武 - 伴你一生（作曲、編曲） - 太極樂隊 - 夢到這故事（作曲、作詞、編曲） - 太極樂隊 - 白色園地（作曲、作詞、編曲） - 太極樂隊 - 疾終（作曲、編曲） - 太極樂隊 - 求你（作曲、編曲） - 太極樂隊 - 若這是結果（作曲、編曲） - 太極樂隊 - 這一串問題（作曲、編曲） 1996年 - 吳奇隆 - 誰令我（作曲、作詞、編曲） - 吳奇隆 - 愛你無明天（作曲、編曲） - 李中希 - 都曾深愛過（作曲） - 李中希 - 清清楚楚（作曲、編曲） - 蘇永康 - 紅（作曲、編曲） 1997年 - 胡諾言 - 自己的事（作曲） 1998年 - 彭家麗 - 愛是你（作曲、編曲） - 彭家麗 - 寂寞的伸展台（編曲） 1999年 - 太極樂隊 - 一刻印記（作曲、編曲） | 2000年 - 小雪 - 未相信（作曲、編曲） - 小雪 - 秘密情人（作曲） 2002年 - 鄧健泓 - 風高勿燥（作曲、編曲） - 趙頌茹 - 大孩子（作曲、監製） - 趙頌茹 - 唔該行開（作曲、監製） - 趙頌茹 - 1000次幸福（作曲、監製） - 趙頌茹 - 取代（監製） - 趙頌茹 - 大孩子（Mama Mix）（作曲、編曲、監製） 2003年 - 李逸朗 - 閃（作曲、編曲、監製） - 李逸朗 - 愛上你的愛（作曲、監製） - Boy'z - 不請自來（作曲、編曲） 2005年 - 雷有暉 - 爸爸（作曲、編曲） - 雷有暉 - 旁人怎好（作曲、編曲） - 雷有暉 - 背後的歌（作曲、編曲） - 雷有暉 - 爸爸（國）（作曲、編曲） - 雷有暉 - 有你在懷（國）（作曲、編曲） 2007年 - 孫耀威 - Here I Go（A Cappella Version）（編曲、監製） 2009年 - 陳奕迅 - 一個旅人（作曲、編曲、監製） 2012年 - 太極樂隊 - 一世回味（作詞、編曲） 2013年 - 鄧建明、顧芮寧 - 我只需要知道（作詞） |

### 專輯作品
太極樂隊
| 專輯名稱                   | 發行公司   | 發行日期       | 曲目 |
| -------------------------- | ---------- | -------------- | --- |
| 紅色跑車                   | 小唱片     | 1986年1月13日  | 曲目 1. 暴風紅唇 2. 紅色跑車 3. 魅影 4. 他 5. 紫色夢幻 6. Dance All Nite 7. 戀愛天份 8. 理想都 9. 戀愛的結局 10. 從未愛過 |
| 迷                         | 新藝寶唱片 | 1986年         | 曲目 1. 瘋狂派對 2. 妄想 3. 沉淪 4. 吶喊（序） 5. 迷途 6. Celia 7. 緣 8. 控訴 9. 犧牲多一次 10. 2030 11. 冷血人 12. 計時炸彈 13. So Lonely 14. 吶喊 |
| 禁區                       | 華納唱片   | 1987年10月4日  | 曲目 1. 禁區 2. 消失的愛 3. 神秘事件 4. 錯？ 5. 煙圈 6. 迷幻地圖 7. 欠 8. 瘋人物語 9. 不想你 10. 沖，沖，沖 |
| 想                         | 華納唱片   | 1988年4月2日   | 曲目 1. 想 2. 全人類高歌 3. 妖獸都市 4. 留戀 5. 懶 6. 接觸 7. 想她 8. 給我吧 9. 不羈 10. 希望 |
| 沉默風暴                   | 華納唱片   | 1989年8月9日   | 曲目 1. 沉默風暴 2. 通緝者 3. 亞基拉 4. 留住我吧 5. 莫負青春 6. 青春潮流 7. 我得到 8. 作弄 9. 你滿意嗎 10. 留戀 |
| 無盡風沙                   | 華納唱片   | 1990年3月      | 曲目 1. 留住我吧 2. 全人类高歌 3. 沉默风暴 4. 通缉者 5. 决裂边缘 6. 无尽风沙 7. 禁区 8. 希望 9. 想 10. 留恋 11. 烟圈 12. 错? |
| VII                        | 華納唱片   | 1990年10月12日 | 曲目 1. 今天應否失去你 2. 等候 3. 原全因你 4. 我的背影 5. 回憶 6. 樂與悲 7. 沉默不是金 8. 末世警號 9. 守候 10. 點打算 11. Another Love |
| 一切為何                   | 華納唱片   | 1991年6月15日  | 曲目 1. 一切為何 2. 不知不覺 3. 一生最美一次 4. 鐵漢的心 5. 困擾 6. 頂天立地 7. 後悔 8. 人生比賽 9. 我是皇帝 10. 圈套 |
| Crystal                    | 華納唱片   | 1992年10月     | 曲目 1. 拚命三郎 2. Crystal 3. 每一句說話 4. 永遠愛你 5. 不想把愛挽留 6. 等玉人 7. 佔有 8. 命運迷宮 9. 完 10. 5：22P.M(純音樂) |
| 正義勇士                   | 華納唱片   | 1993年2月5日   | 曲目 1. 正義勇士 2. 頂天立地 3. Crystal 4. 留住我吧 5. 永遠愛你 6. 樂與悲 7. 一切為何 8. 每一句說話 9. 小雨落在我的胸口 10. 沉默風暴 11. 禁區 12. 全人類高歌 13. 每一句說話(Autumn Version) 14. 等玉人 15. 今天應否失去你 16. 拼命三郎 17. 一個戀愛故事 |
| 4U                         | 星光唱片   | 1993年12月     | 曲目 1. 獻給Pauline 2. 泡 3. 並非不愛你 4. 害怕受傷的男人 5. 午夜撒旦 6. 一生不再說別離 7. 遠飛 8. 南俠展昭 9. 曾經試過幾次 10. FOR YOU AND I |
| Utopia                     | 星光唱片   | 1995年5月15日  | 曲目 1. 天安門的風箏 2. 偷食 3. 對不起 4. 望故鄉 5. 讓我闖 6. 夢到這故事 7. 白色園地 8. 疾終 9. 求你 10. 若這是結果 11. 這一串問題 |
| 一伍壹拾                   | 新藝寶唱片 | 1999年10月30日 | 曲目 1. 紅色跑車(Remix) 2. 曙光 3. 一刻印記 4. 懸崖 5. 唱唱笨小孩 6. 煉獄 7. 痛 8. 他(Remix) 9. 留住我吧 10. 愛的替身 11. 都是你的錯 12. 沉淪 13. 緣 14. 每一句說話 15. 迷途 16. Crystal 17. 一切為何 |
| 太極年代 新時代+好時代精選 | 新藝寶唱片 | 2005年9月6日   | 曲目 - DISC 1: 1. 我們的八十年代 2. 乾杯 3. 暴風紅唇 4. 紅色跑車 5. 他 6. 紫色夢幻 7. DANCE ALL NITE 8. 吶喊(序) 9. 迷途 10. Celia 11. 緣 12. 2030 13. 冷血人 14. 計時炸彈 15. 吶喊 16. 沉倫 - DISC 2: 1. 全人類高歌 2. 沉默風暴 3. 留住我吧 4. 樂與悲 5. 一切為何 6. 頂天立地 7. 禁區 8. Crystal 9. 每一句說話 10. 永遠愛你 11. 獻給Pauline 12. 害怕受傷的男人 13. 一生不再說別離 14. For You and I 15. 偷食 16. 曙光 |

個人作品
| 專輯名稱      | 發行公司    | 發行日期      | 曲目 |
| ------------- | ----------- | ------------- | --- |
| 南極          | 新藝寶唱片  | 2001年        | 曲目 1. 聲聲相識 2. 不要太認真 3. 留點愛給我 4. 痴心狂戀曲 5. 單聲道 6. MIC 7. 回航 8. 留有餘地 |
| Starting Over | 新藝寶唱片  | 2005年1月14日 | 曲目 1. 爸爸 2. 終生學習 3. 落地開花 4. 兩個人的幸運 5. 多謝失戀 6. 旁人怎好 7. 閃靈 8. 心淡 9. 背後的歌 10. 爸爸（國） 11. 有你在懷（國）                                                                                          |
| 二十才前      | Mad Company | 2022年2月16日 | 曲目 1. 回到未來 2. Time Traveller（純音樂） 3. 女同學 4. 中森明菜 5. 第一課 6. 海邊漫步 7. 未成年 8. 華麗泊車 9. 迷離公路 10. 昭和寫真 (Dedicated to Gary Tong) 11. Sayonara（純音樂） 12. 平行空間 13. La tour de Babel（純音樂） |

其他合輯
- 1982年：身在FOLK中（永恆唱片，主唱《落日》和《背影》）[22]

### 電影配樂
- 1991年：五虎將之決裂
- 1991年：驚天12小時
- 1994年：燈籠
- 1995年：影子敵人
- 2000年：鐵男本色

### 派台歌曲成績
| 派台歌曲成績（四台） | 派台歌曲成績（四台） | 派台歌曲成績（四台） | 派台歌曲成績（四台） | 派台歌曲成績（四台） | 派台歌曲成績（四台） | 派台歌曲成績（四台） | 派台歌曲成績（四台） |
| -------------------- | -------------------- | -------------------- | -------------------- | -------------------- | -------------------- | -------------------- | -------------------- |
| 唱片                 | 歌曲                 | 903                  | RTHK                 | 997                  | TVB                  | 備註                 | 備註                 |
| 2004年               |                      |                      |                      |                      |                      |                      |                      |
| Starting Over        | 爸爸                 | 20                   | -                    | -                    | -                    |                      |                      |
| 2005年               |                      |                      |                      |                      |                      |                      |                      |
| Starting Over        | 背後的歌             | -                    | 15                   | -                    | -                    |                      |                      |
| 派台歌曲成績（五台） |                      |                      |                      |                      |                      |                      |                      |
| 唱片                 | 歌曲                 | 903                  | RTHK                 | 997                  | TVB                  | ViuTV                | 備註                 |
| 2021年               |                      |                      |                      |                      |                      |                      |                      |
| 二十才前             | 女同學               | -                    | 3                    | 19                   | ×                    | -                    |                      |
| 2022年               |                      |                      |                      |                      |                      |                      |                      |
| 二十才前             | 平行空間             | -                    | 2                    | 3                    | -                    | -                    |                      |
| 二十才前             | 回到未來             | -                    | 17                   | 12                   | -                    | -                    |                      |

| 903 | RTHK | 997 | TVB | ViuTV | 備註              |
| 0   | 0    | 0   | 0   | 0     | 五台冠軍歌總數：0 |

- （*）上榜中
- （-）未能上榜
- （×）沒有派往該台

## 演出作品

### 電影
- 1993年：《廣東五虎之鐵拳無敵孫中山》
- 2012年：《起勢搖滾》飾 雷有輝
- 2014年：《澀青 298-03》飾 龍哥
- 2016年：《江湖悲劇》

### 電視劇
- 1982年：《屋簷下之阿媽的兒子》飾 李祖全的同學（香港電台）
- 2012年：《第二人生》飾 何展豪（香港電視網絡）
- 2023年：《極度俏郎君》飾 （ViuTV）

### 節目嘉賓
- 2020年：開工大吉（香港開電視）[23]
- 2020年：是敢的（香港開電視）[24]
- 2020年：Chill Club（ViuTV）[25]
- 2020年：流行經典50年（無綫電視）
- 2020年：StarTalk（J2）
- 2021年：演鬥聽（無綫電視）
- 2022年：囝囝女女730（ViuTV）
- 2022年：StarTalk（J2）

## 參看條目
- 太極樂隊

## 外部連結
- 雷有輝的新浪微博
- 太極樂隊論壇